# Pidhai, Mlîniv
Pidhai (în ucraineană Підгай) este un sat în comuna Malîn din raionul Mlîniv, regiunea Rivne, Ucraina.

## Demografie
Componența lingvistică a localității Pidhai
     Ucraineană (96,3%)
     Rusă (3,7%)
Conform recensământului din 2001, majoritatea populației localității Pidhai era vorbitoare de ucraineană (96,3%), existând în minoritate și vorbitori de rusă (3,7%).